# Themashanga
Themashanga est une ville du Botswana.